# Методий Григоров
Методий Димитров Григоров е български диригент. Академик на Българската академия на науките и изкуствата. Особено големи са заслугите му в областта на църковната музика.

## Биография
Роден е на 4 май 1937 г. в семейството на свещеника Димитър Григоров, бивш флейтист в Царския военен симфоничен оркестър на Саша Попов, впоследствие свещеник в село Ломци (Поповско) и известен църковен певец.
Завършва Софийската духовна семинария през 1957 г., Духовната академия „Св. Климент Охридски“ през 1961 г. и Българската държавна консерватория през 1968 г. Специализира хорово дирижиране в Държавното висше музикално училище в Познан (Полша) при проф. Стефан Стулигрош.
От 1968 до 1977 е хормайстор в Сливенската опера, където подготвя премиерите на 12 опери („Трубадур“ и „Риголето“ – Верди, „Мадам Бътерфлай“ и „Тоска“ – Пучини, „Севилският бръснар“ – Росини, „Имало едно време“ – П. Хаджиев и др.) и четири оперети („Прилепът“ – Щраус, „Хубавата Елена“ – Офенбах и др.).
Немалка част от живота му е преминала като певец и диригент на различни църкви. Бил е празничен певец и диригент в църквата в Драгалевци; всекидневен певец и диригент в Подуенската църква; всекидневен певец и диригент в митрополитската катедрала в Сливен; диригент на хоровете в сливенските църкви „Св. Николай“ и „Св. Богородица“, където дирижира детски църковен хор. Бил е диригент на следните сливенски хорове: смесен църковен хор в храм „Св. София“ (1977 – 2020); смесен хор „Добри Чинтулов“ при читалище „Зора“; средношколски смесен хор при Гимназията с преподаване на западни езици „Захарий Стоянов“ (1972 – 2002) и детски хор „Дружна песен“ при Детския комплекс в Сливен (1969 – 2010), с които е завоювал 14 международни награди от международните хорови конкурси в Арецо (Италия), Бидгошч (Полша), Мендзиздройе (Полша), на Радио Би Би Си (Великобритания), в Неерпелт (Белгия), Целе (Словения), Превеза (Гърция), Токио (Япония), Москва (Русия), Опава (Чехия), Охрид (Македония) и др. Както с гимназиалния хор, така и с хор „Добри Чинтулов“ е осъществил записи на хорови песни от български композитори в Българското национално радио.
През 1979 г. е приет за член-съветник на Съюза на българските композитори като „отличен интерпретатор и деен популяризатор на българското хорово творчество“.
През юли 1987 г. е член на журито на ХХІІ Международен хоров конкурс в балтийския курорт Миендзиздройе, Полша, а през ноември 1989 г. ръководи семинар в град Ойпен с хоровите диригенти от Източна Белгия. Два пъти (1999 и 2000) е председател на журито на конкурса за църковнославянски песнопения „Златен ек от Златния век“, провеждан във Велики Преслав.
Методий Григоров е бивш преподавател по църковна музика в Богословския факултет на Софийския университет. Автор е на повече от 250 статии в областта на музиката.
Пръв в България адаптира църковните песнопения от църковнославянски на съвременен български език, подкрепян от Сливенския митрополит Йоаникий. До 2009 г. е издал 12 църковнопевчески сборника с песнопения на съвременен български език: Хорова литургия, Монодийна литургия, Осмогласник (възкресник), Утреня, Великопостни песнопения, Песнопения през Страстната седмица, Песнопения от Неделя на митаря и фарисея до Цветница, Църковни треби, Катавасийник, Псалткиен минейник (том I и том II) и Пентикостар. Издал е също учебник по византийска невмена нотация. За тези му заслуги през 1999 г. Св. синод на Българската православна църква го е удостоил със званието „протопсалт“ (първопевец) на Българската православна църква, а на 12 май 2012 г. Българската академия на науките и изкуствата го избира за академик.
.
От 1997 г. е „Почетен гражданин на Сливен“, а от 2013 г. е „Почетен гражданин“ и на град Попово.
През 2007 г. Българското национално радио обявява Методий Григоров за „музикант на годината за цялостен принос“. Носител е на орден „Кирил и Методий“ – I степен, на почетна грамота от Министерството на културата „за принос в развитието и популяризирането на българската култура“. Носител е още на голямата награда за литература и изкуство „Добри Чинтулов“.
Има 2 сина: Димитър Григоров (хоров диригент, починал на 11 декември 2006 г.) и Данаил Григоров (компютърен специалист, работи в столицата).
Става инициатор на провежданите в Сливен национални празници на средношколските смесени хорове, които имат шест издания: 1990, 1992, 1994, 1996, 1998 и 2000 години, и на първия в България фестивал на източноправославната църковна музика, който се провежда от 1994 г. в Сливен.
Умира на 9 юли 2020 г. в Сливен.